# W. Earl Brown
Pour les articles homonymes, voir Brown et William Brown.
William Earl Brown (né le 7 septembre 1963) est un acteur, écrivain, producteur et musicien américain. Il est surtout connu pour son rôle de Dan Dority dans la série HBO Deadwood. Il a également joué Kenny dans le film Scream et Warren dans le film Mary à tout prix. Il a effectué la performance capture du personnage Bill dans le jeu vidéo d'action d'horreur de survie de Naughty Dog en 2013 The Last of Us. Il est également apparu dans le film policier Strictly Criminal (2015).

## Biographie
Brown a reçu son baccalauréat de la Murray State University avant de déménager à Chicago où il a reçu son MFA de la DePaul University Theatre School en 1989,.
Après avoir effectué dans de nombreuses pièces, y compris sa performance en petits groupes dans le Steppenwolf Theatre Company « mise en scène de sensibilisation d'Arthur Miller » Une vue du pont , Brown a commencé à travailler à la télévision et le cinéma.[incompréhensible] Il est apparu dans des productions de Chicago telles que Backdraft , The Babe , Excessive Force , Rookie of the Year et autres.
En 1993, Brown a déménagé à Los Angeles. Il a auditionné pour et a été jeté dans le nouveau cauchemar de Wes Craven . Il a également un rôle mineur dans Craven's Vampire à Brooklyn , et un plus grand en tant que caméraman de Gail dans Craven's Scream . Deux ans plus tard, Brown a tenu le rôle de Warren dans le film de comédie Il y a quelque chose à propos de Mary . D'autres crédits de films passés incluent Being John Malkovich , Vanilla Sky , Dancing at the Blue Iguana , The Alamo et The Big White .
En 2009, Brown a écrit et produit Bloodworth, la sortie de Samuel Goldwyn Co./Sony . Parmi les crédits de films les plus récents de Brown figurent les films nommés aux Oscars The Master et The Sessions et The Lone Ranger and Brother's Keeper en 2013 et Wild en 2014 .
À la télévision, Brown est surtout connu pour son interprétation de Dan Dority dans Deadwood . Au fil des ans, ses nombreux rôles de vedette invitée à la télévision incluent : Bates Motel , Rectify , Luck , American Horror Story , Justified , Six Feet Under , NYPD Blue , X-Files , The Mentalist , CSI: Crime Scene Investigation , Ellen , Seinfeld , True Detective, and others. Among the many TV movies he has been involved with was the starring role in VH1's Meatloaf: To Hell and Back.

## Vie personnelle
Il est marié à Carrie Paschall depuis 1989. Ils ont une fille prénommé Anna.

## Filmographie

### Cinéma
- 1991 : Backdraft : Auxiliaire médical
- 1995 : Without Evidence : Grace
- 1996 : Scream : Kenny
- 1997 : Deep Impact : McCloud
- 1997 : Les Charmes de la vengeance : Fredrico Luciano
- 1998 : Mary à tout prix : Warren
- 2000 : Dancing at the Blue Iguana : Bobby
- 2000 : Les Ames perdues : William Kelson
- 2001 : Bad Girls (Sugar and Spice) : Hank Rogers
- 2001 : Vanilla Sky : Le Barman
- 2003 : Pauly Shore est mort : Bucky du Kentucky
- 2003 : The Last Shot : Willie Gratzo
- 2004 : Killer diller : Holister
- 2005 : The Big White : Jimbo
- 2005 : Kids in America : Boss McGinn
- 2007 : Suspect : Jimmy
- 2010 : Bloodworth : Brady Bloodworth
- 2012 : 193 coups de folie : Thomas Dean
- 2012 : The Master : L'homme d'affaires
- 2012 : The Sessions : Rod
- 2013 : Beneath the Harvest Sky : Roger
- 2013 : Knights of Badassdom : Randy
- 2013 : A Single Shot : Puffy
- 2014 : Wild de Jean-Marc Vallée : Frank
- 2014 : Le Pari (Draft Day) : Ralph Mowry
- 2014 : Things People Do
- 2015 : American Crime - Saison 1 : Tom Harmon
- 2015 : Strictly Criminal (Black Mass) de Scott Cooper
- 2018 : The Highwaymen de John Lee Hancock
- 2021 : Inside Ted : Dans la tête du serial killer (No Man of God) d'Amber Sealey : Wilkenson
- 2023 : Jusqu'au bout du monde (The Dead Don't Hurt) de Viggo Mortensen : Alan Kendall
- 2024 : Shirley de John Ridley : George Wallace

### Télévision
- 1993 : Seinfeld - Saison 5, épisode 16 : Al
- 1994 : Ellen - Saison 2, épisode 19 : Brian
- 1996 : Projet Alf - Téléfilm , Ernie le chauffeur de poids lourd
- 1996 : Diagnostic : Meurtre - Saison 4, épisode 18 : Dusty Wilton
- 1998 : Le Flic de Shanghai - Saison 1, épisode 18 : Larry Gamboza
- 1998 : Profiler - Saison 3, épisode 5 : Raymond Boudreaux
- 1999 : New York Police Blues - Saison 7, épisode 12 : Bruce Rhodes
- 2000 : Les Experts - Saison 1, épisode 21 : Thomas Pickens
- 2000 : Angel - Saison 2, épisode 8 : Menlow
- 2000 : Charmed - Saison 3, épisode 17
- 2001 : Wolf Lake - Saison 1, épisode 5 : Bruce Cates
- 2001 : X-Files : Aux frontières du réel - Saison 9, épisode 12 : Robert M. Fassel
- 2002 : Six Feet Under - Saison 2, épisode 8 : Pee
- 2002 : New York Police Blues - Saison 10, épisode 22 : Mike Parkhurst
- 2004 : Les Experts : Miami - Saison 3, épisode 23 : Jesse Kramer
- 2006 : Standoff : les négociateurs - Saison 1, épisode 7 : Doug Frohmer
- 2006 : Numb3rs - Saison 3, épisode 12 : Arner Stone
- 2006 : Deadwood - Saison 1, 2 et 3 : Dan Dority
- 2007 : Psych : Enquêteur malgré lui - Saison 2, épisode 9 : Dwayne Tancana
- 2008 : Mentalist - Saison 1, épisode 5 : Rulon Farnes
- 2009 : The Last Rites : Matthew
- 2009 : Hawthorne : Infirmière en chef - Saison 1, épisode 6 : Mr. Deegan
- 2009 : Les Experts - Saison 10, épisodes 4 à 9 : Slick
- 2010 : Justified - Saison 1 Episode 8 : Cal Wallace
- 2011 : Luck - Saison 1, épisode 2 : Mulligan
- 2011 : Breakout Kings - Saison 1, épisode 10 : Cliff Krauss
- 2011 : American Horror Story - Saison 1, épisode 10 : Phil
- 2012 : Perception - Saison 1, épisode 2 : Frank Prentice
- 2013 : Sixth Gun - Saison 1 : General Oliander Hume
- 2013 : Rectify - Saison 1, épisode 5 : L'étranger
- 2013 : Bates Motel - Saison 1, épisode 1 : Keith Summers
- 2013 : Longmire - Saison 2, épisode 4 : R.J. Watts
- 2013 : Chicago Fire - Saison 2, épisodes 17 à 19 : Dave Bloom
- 2016 : Preacher : le shérif Hugo Root[5]
- 2017 : Superstition : l'exécuteur
- 2022 : Five Days at Memorial : Dr Ewing Cook

### Podcast
- 2020 : The Left Right Game : Robert Guthard (dit « Rob »)